# Cetradonia linearis
Cetradonia linearis — вид лишайників, що належить до монотипового роду Cetradonia з родини кладонієві (Cladoniaceae).

## Систематика
Вид спочатку був віднесений до роду кладонія (Cladonia) та вперше описаний 1947 року як Cladonia linearis. У 1968 році переведений до роду Gymnoderma (Gymnoderma lineare). У 2002 році був виокремлений до монотипового роду Cetradonia і описаний під сучасною назвою.

## Галерея

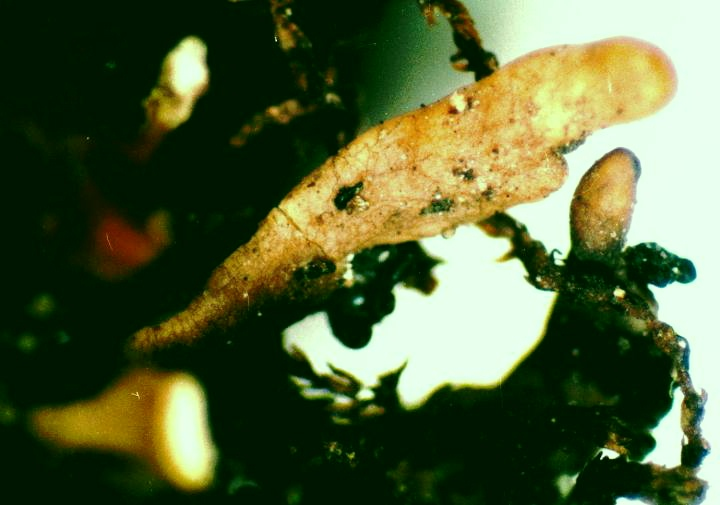
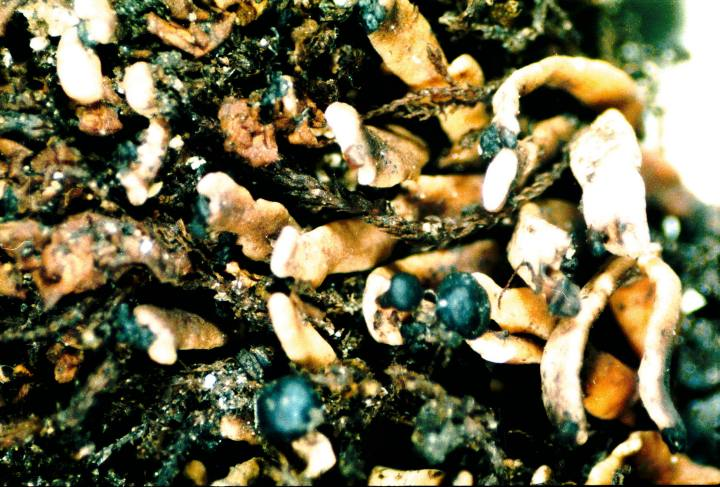
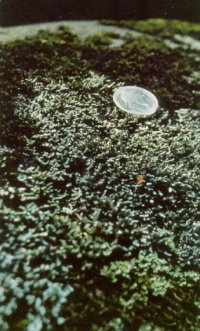